# Henge

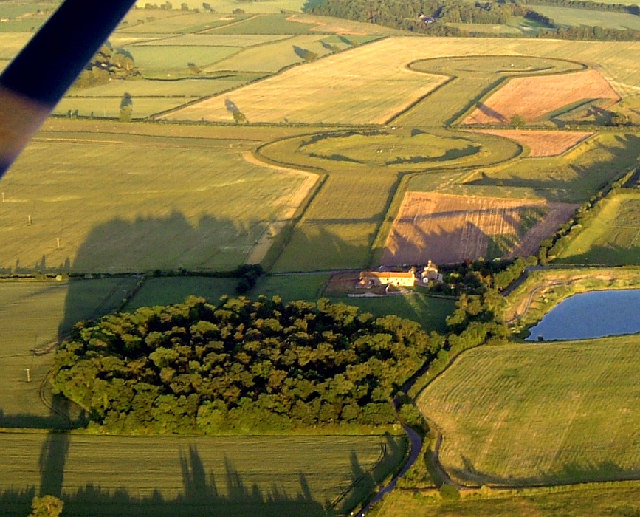
Het Thornborough Hengescomplex, drie henges verbonden door een ceremoniële weg bij het Engelse dorp Masham

Een henge is een rond of ovaal type neolithisch aardwerk bestaande uit een wal en greppel met een of meer doorgangen. Hoewel de meeste exemplaren bekend zijn uit Groot-Brittannië, zijn ook buiten de Britse eilanden exemplaren gevonden. Henges gaan vaak vergezeld, en worden soms verbonden door ceremoniële wegen (Eng: causeway). Deze monumenten worden in de regel geassocieerd met de grooved ware-cultuur, hoewel ook vondsten zijn gedaan die wijzen op de klokbekercultuur en zelfs de vroege bronstijd. In de regel worden binnen de henge geen sporen van bewoning aangetroffen. Wel zijn andere structuren, zoals steencirkels, portalen en megalieten vrij gebruikelijk. Hoewel de functie van deze monumenten niet duidelijk is, wordt aangenomen dat ze voor religieuze doeleinden zijn gebouwd.
Het woord henge is in 1932 geïntroduceerd door Thomas Kendrick die het ontleende aan Stonehenge en het in 1925 gevonden Woodhenge in Amesbury. Het woord komt uit het Angelsaksisch en heeft betrekking op poortachtige structuren.

## Typen
Atkinson verdeelde de henges drie types, met subtypen voor atypische structuren:
Type IHenges met één doorgang
Type IIHenges met twee, diametraal tegenovergestelde doorgangen.
Type IIIHenges met vier paarsgewijs tegenovergestelde doorgangen.
Een andere manier om henges in te delen is de doorsnede van het bouwwerk.
Henge enclosureOok wel superhenge met een diameter van meer dan 300 meter
Normale hengesmet een diameter tussen 20 en 300 meter
Mini hengesmet een diameter van minder dan 20 meter.

## Bekende henges

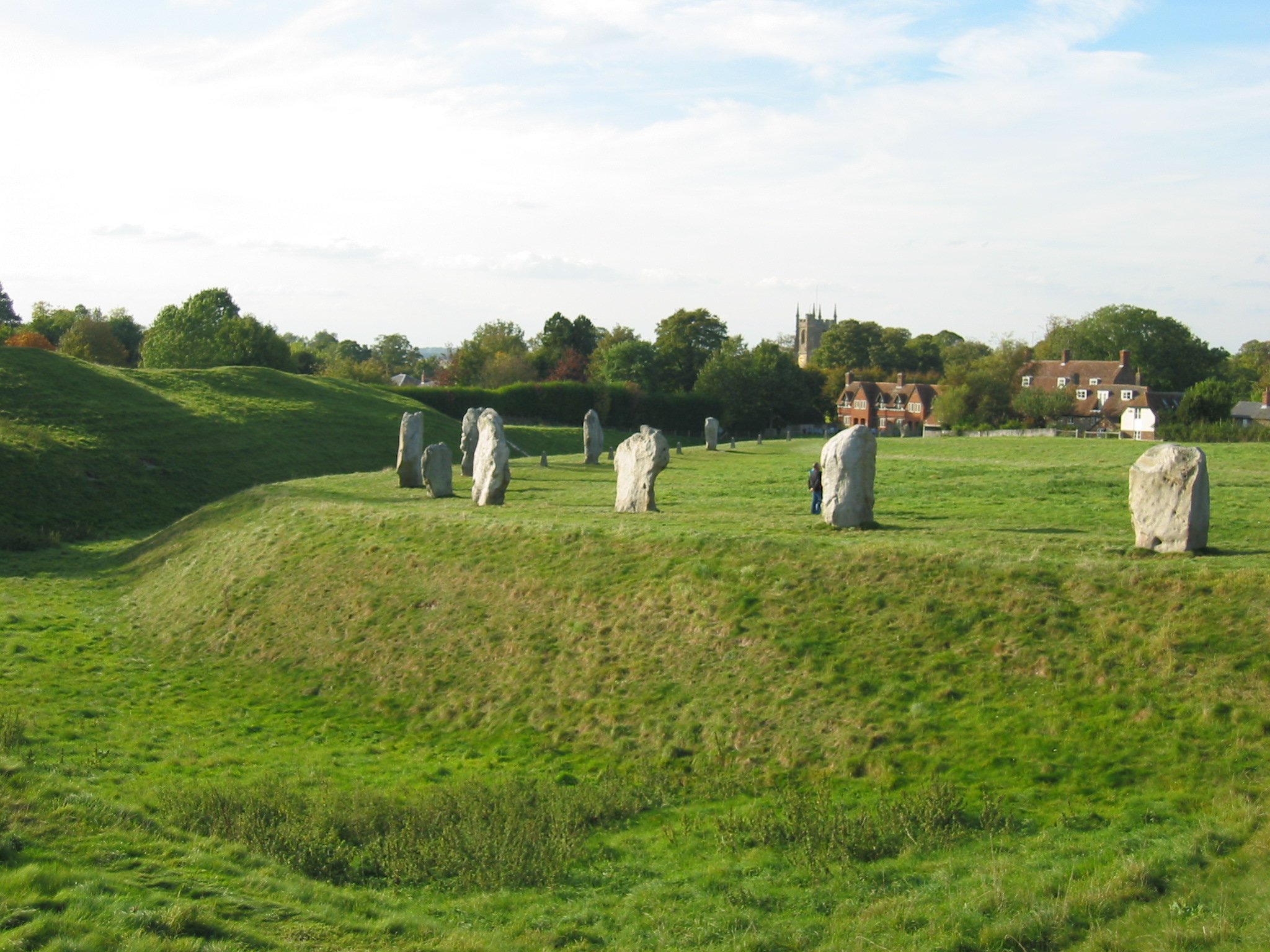
Henge enclosure (Avebury)

### Henge enclosures
- Avebury Henge, 420 m diameter, ten noorden van Stonehenge op de Salisbury Plain
- Durrington Walls een woodhenge op de Salisbury Plain
- Marden Henge, ovaal, 450/330 m in Wiltshire
- Mount Pleasant in Dorset
- Waulud’s Bank in Bedfordshire

### Normale henges
- Arbor Low bij Bakewell in Derbyshire
- Balfarg in Fife
- Bluehenge in Wiltshire
- Giant's Ring in Noord-Ierland
- Mayburgh Henge in Cumbria
- Knowlton Circles in Dorset
- Maumbury Rings in Dorset
- Priddy Circles in Somerset
- Ring of Brodgar op Orkney-eilanden
- Ring of Bookan op Orkney
- Stones of Stenness op Orkney
- Thornborough Henges in Yorkshire
- Woodhenge in Wiltshire